# Жиголо
Жи́голо або джи́ґоло (італ. gigolò) — платний партнер для танців у нічних ресторанах, а також чоловік-повія.
Найчастіше, але не обов'язково, задовольняє за гроші сексуальні потреби багатих жінок. Як правило за гроші стає коханцем багатої жінки та скрашує її самотність, продає не лише секс, але і платонічні відносини (іноді досить щиро). У силу комерційно-інтимної складової, слово жиголо має негативний підтекст. В наш час жиголо скоріше визначається як чоловік-повія, а також чоловік на утриманні жінки.

## В інших країнах
Англія
- Ловелас

Росія
- Дамський угодник
- Бабнік

Франція
- Селадон
- Ферлакур
- Альфонс

Іспанія
- Дон Жуан

Італія
- Жиголо
- Джакомо Казанова

США
- Плейбой

## У масовій культурі

### У літературі
- «Стримуйте світанок» (1940) Кетті Фрінгс
- «Римська весна місіс Стоун» (1950) Теннессі Вільямса
- Сніданок у Тіффані (1958) Трумена Капоте
- «Жиголо» (1959) Жака Робера
- «Клієнт» (2004) Жозіан Баласко

### У кінематографі
- Плоть — 1968 рік
- Опівнічний ковбой — 1969 рік
- Пансіон страху — 1978 рік

Кінофільм «Пансіон страху», 1978 рік, режисер Франческо Баріллі. Люк Меренда в образі жиголо Родольфо

- Прекрасний жиголо, бідний жигало — 1979 рік
- Американський жиголо — 1980 рік
- Відчайдушні шахраї — 1988 рік
- Чоловік за викликом — 1999 рік
- Чоловік за викликом 2 — 2005 рік
- Відчайдушні шахраї — 2007 рік
- Відчайдушні шахраї — 2008 рік
- Московський жиголо — 2008 рік
- Плащ Казанови
- Бабій —2009 рік